# Государственный переворот, практическое пособие
«Государственный переворот, практическое пособие» (англ. Coup d'État: A Practical Handbook) — написанная в 1968 году книга американского историка и политолога Эдварда Люттвака. 
В книге на историческом материале анализируется организационная и тактическая сторона государственных переворотов, разбираются вопросы планирования. Книга была первой крупной работой автора, она принесла ему международное признание и остаётся актуальной по сей день.

## Содержание книги
В первых двух главах книги обсуждаются различные способы смены власти, им всем даются определения. Для государственного переворота выделяются существенные черты, отличающие его от других способов. На историческом материале приводятся конкретные примеры из истории государств и стран мира и обсуждается, какие события можно считать государственным переворотом, а какие нет. 
Третья глава посвящена стратегии переворота, в том числе на исторических примерах выделяются существенные решения, влиявшие на исход попыток переворотов в различных странах.
Четвёртая и пятая главы посвящены планированию и практическому осуществлению переворотов. Автор детально анализирует существенные тактические решения и выделяет ключевые моменты, которые должны содержаться в плане.

## Отзывы
В предисловии 1968 года политолог Сэмюэл Файнер сказал, что книга будет больше полезна для государственных деятелей, желающих предотвратить переворот, чем для заговорщиков. Другие рецензенты отмечали эрудицию и практический подход автора, его внимание к деталям. В одном из отзывов, написанном в 1980 году, «Государственный переворот» был назван одной из двух классических обобщающих книг по предмету, второй была названа книга Сэмюэла Файнера «Человек верхом на лошади». 
В рецензии на русский перевод, выпущенный в Москве в 2012 году, отмечается, что известные практические реализации рекомендаций книги были неудачными.

## Перевод
- Переводчик Николай Платошкин. Эдвард Николае Люттвак, Государственный переворот, практическое пособие. М.: Русский Фонд Содействия Образованию и Науке, Университет Дмитрия Пожарского, 2012 ISBN 978-5-91244-021-2